# Колль, Рихард
Ричард Колль (нем. Richard Koll; 7 апреля 1897, Кобленц — 13 мая 1963, Берлин) — немецкий офицер, участник Первой и Второй мировых войн, генерал танковых войск, командующий 1-й танковой дивизией. Кавалер Рыцарского креста Железного креста.

## Биография
Ричард Колль родился 7 апреля 1897 в Кобленце. Поступил на службу в армию в 17-и летнем возрасте 10 августа 1914 года. Был определён в качестве солдата 4-го телеграфного батальона и участвовал в разных сражениях Первой мировой войны в различных полках связи. Ушел в отставку 31 января 1931 года. Вновь вернулся в ряды вооруженных сил 1 ноября 1931 года в качестве начальника роты 6-го автотранспортного батальона. С началом Второй мировой войны был переведен в 11-й танковый полк, 6-й танковой дивизии, где 1 января 1940 года получил назначение на должность командира полка. Здесь он пробыл до 1 июля 1942 года. После этого пробыл в «резерве фюрера» до 1 сентября 1942 года, когда был назначен ответственным за ремонт автотранспортных средств. Получил звание генерал-майора и должность начальника отдела ремонта при Верховном главнокомандовании вермахта, где пробыл до 20 ноября 1943 года. После этого был откомандирован в Далльгов-Дёбериц для прохождения курсов для командующих 6-й танковой дивизией, где пробыл до 14 декабря 1943 года. С этого момента и до 1 января 1944 года вновь находился в «резерве фюрера», после чего был прикомандирован к 1-й танковой дивизии. Принял командование и был повышен в звании до генерал-лейтенанта. 20 февраля 1944 года был заменен на посту генералом Вернером Марксом. Со временем был назначен на должность начальника отдела автотранспорта при Верховном главнокомандовании вермахта и уполномоченного по вопросам транспорта в пятилетнем плане. 09 мая 1945 года был взят в плен британскими войсками. Был освобожден 24 февраля 1946 года, поселился в Берлине, где и умер в возрасте 66 лет 13 мая 1963 года. Рихард Колль похоронен на кладбище Waldfriedhof Dahlem.

## Награды
- Рыцарский крест Железного креста